# Melissa Lantsman
Melissa Lantsman, née le 8 avril 1984 à Toronto, est une responsable des relations publiques et femme politique canadienne, députée de Thornhill à la Chambre des communes du Canada. 
Membre du Parti conservateur du Canada, elle est élue députée lors des élections fédérales canadiennes de 2021. Elle est la première femme LGBTQ à être élue députée conservatrice.

## Biographie

### Enfance et formation
Lantsman est née à Toronto en 1984 dans une famille juive russe et a grandi à Thornhill. Sa mère était comptable et son père était un ingénieur qui travaillait dans le secteur des taxis et dirigeait plusieurs prêteurs sur gages. Elle a suivi un programme d'immersion en français à l'école secondaire Langstaff dans la région de York et parle ainsi couramment le français en plus de l'anglais et du russe. Lantsman a un frère.
Elle a fréquenté l'Université de Toronto et a obtenu un baccalauréat en arts avec mention. Elle a par la suite complété ses études supérieures à l'Université d'Ottawa et le programme de formation de l'Institut des administrateurs de sociétés de la Rotman School of Management.

### Carrière en communication
Adolescente, Lantsman se porte volontaire pour des candidats du Parti conservateur aux élections locales. Lors de l'élection fédérale canadienne de 2008, elle est nommée conseillère principale en communication, alors que son parti forme un gouvernement minoritaire. Par la suite, elle est nommée directrice des communications du ministère des Affaires étrangères sous les ministres Lawrence Cannon et John Baird, en poste de 2008 à 2011. De 2011 à 2012, elle est directrice des communications du Cabinet du premier ministre du Canada et accompagne le premier ministre Stephen Harper lors de visites au pays et à l'étranger.
Après un bref passage à la Coca-Cola Company en tant que conseillère principale en affaires publiques, Lantsman retourne au gouvernement en tant que directrice des communications du ministère des Finances sous la direction de Joe Oliver. À la suite de la défaite du gouvernement Harper aux élections fédérales canadiennes de 2015, Lantsman retourne dans le secteur privé en tant que directrice principale pour CIBC Capital Markets.
Lantsman travaille précédemment comme conseillère en communication auprès de plusieurs membres du cabinet du 28e conseil des ministres canadien du premier ministre Stephen Harper. Elle est conseillère principale du Parti progressiste-conservateur de l'Ontario et sa porte-parole en chef lors des élections provinciales de 2018 en Ontario. Elle est auparavant vice-présidente nationale des affaires publiques à Enterprise Canada, une entreprise de stratégie de communication.
En 2018, Lantsman est directrice des communications pour la candidature de la députée provinciale de l'Ontario Caroline Mulroney à la direction du Parti progressiste-conservateur de l'Ontario. À la suite de la défaite de Mulroney, Lantsman s'est jointe à la campagne du Parti progressiste-conservateur de l'Ontario pour les élections générales ontariennes de 2018 en tant que porte-parole en chef et directrice de salle de crise. Dans ce rôle, elle supervise toutes les communications de presse et les communiqués de médias sociaux de la campagne. L'élection donne lieu à un gouvernement majoritaire pour les progressistes-conservateurs, le premier depuis 2002 après 16 ans de gouvernement libéral en Ontario.
Après l'élection, Lantsman se joint à Hill+Knowlton Strategies, une firme internationale de stratégie de relations publiques, à son bureau de Toronto. En 2020, elle se joint à Enterprise Canada, un cabinet-conseil en relations publiques stratégiques, en tant que vice-présidente des affaires publiques nationales. Elle a renoncé à son partenariat dans Enterprise en 2021 pour se concentrer sur sa candidature politique.
Depuis 2019, Lantsman apparaît sur Power & Politics de Canadian Broadcasting Corporation News ainsi que sur Power Play de CTV en tant que panéliste politique et anime une émission de radio sur CFRB 1010 AM. Elle siège au conseil d'administration du Canadian Jewish Political Affairs Committee, du Hot Docs Canadian International Documentary Festival, des Jewish Addiction Community Services (JACS) et de l'hôpital Michael Garron de Toronto.

### Candidature politique
En 2020, Peter Kent, alors député conservateur de Thornhill, annonce qu'il ne se représente pas aux élections fédérales de l'année suivante. Kent représente la circonscription électorale depuis 2008, avec la plus forte proportion de résidents juifs au Canada (37 %),.
Lantsman annonce sa candidature à l'investiture conservatrice dans la circonscription, le 27 novembre 2020. Sa candidature est appuyée par l'ancien premier ministre Stephen Harper, le premier ministre de l'Alberta, Jason Kenney, les anciens ministres fédéraux John Baird, Joe Oliver, Pierre Poilievre, Rona Ambrose, Michelle Rempel Garner et Lisa Raitt, ainsi que les ministres provinciaux sortants de l'Ontario, Caroline Mulroney, Stephen Lecce, Greg Rickford et Paul Calandra. Elle reçoit également l'appui de législateurs conservateurs fédéraux et provinciaux, dont Eric Duncan, Scott Aitchison, Logan Kanapathi, Stan Cho, Roman Baber et Vijay Thanigasalam.
Lantsman affronte la députée provinciale progressiste-conservatrice de Thornhill, Gila Martow (en), lors de la course à l'investiture,. Elle participe à une série de débats de nomination avec Martow entre décembre 2020 et mars 2021. Le 3 avril 2021, Lantsman bat Martow lors de l'élection d'investiture et est certifié candidate conservatrice pour Thornhill. Elle affronte le candidat libéral Gary Gladstone lors des élections fédérales canadiennes de 2021 le 20 septembre et remporte le siège avec 51,3 % des voix. Elle devient députée à la Chambre des communes.

### 44elégislature (depuis 2021)
Lantsman prête serment au 44e Parlement canadien le 28 octobre. Le 9 novembre, elle est nommée par Erin O'Toole au poste de ministre fantôme des Transports.
Lantsman est élue vice-présidente du Comité parlementaire permanent des transports et des infrastructures.
Le 16 février 2022, en réponse à une question soulevée par Lantsman concernant l'utilisation de la Loi sur les mesures d' urgence, le premier ministre Justin Trudeau lui répond en affirmant que « les députés conservateurs peuvent s'afficher aux côtés de gens qui arborent la croix gammée et qui brandissent le drapeau confédéré ». En réponse, Lantsman déclare : « Je suis une femme juive énergique, de surcroît députée à la Chambre et descendante de survivants de l’Holocauste. En tant que telle, je n’ai jamais été pointée du doigt ni dénigrée, sauf aujourd’hui, lorsque le premier ministre m’a accusée de brandir des croix gammées. Je pense qu'il me doit des excuses. Je réclame des excuses, pour moi et pour tous les députés". Trudeau n'a pas accédé à la demande de Lantsman.
Le 27 février, Lantsman est nommée par Candice Bergen pour faire partie de l'équipe de direction du Parti conservateur en tant que présidente de liaison en plus de son rôle actuel de ministre fantôme des Transports.

## Vie privée
Lantsman est ouvertement lesbienne et s'est mariée en 2017. Elle souffre d'une forme grave de la maladie de Crohn.